# Cyril V. Jackson
Cyril V. Jackson, južnoafriški astronom, * 5. december 1903, Ossett, Anglija, † februar 1988, Pietermariatzburg, Južna Afrika.

## Življenje in delo
Jackson je deloval na Observatoriju Union v Johannesburgu in na Južnem observatoriju Yale-Columbia, ki ga je ustanovila Univerza Yale v El Leoncitu v Argentini, pozneje pa je sodelovala še Univerza Columbia. Zaradi svetlobnega onesnaženja so observatorij ukinili leta 1951. Daljnogled so premestili v Observatorij Mount Stromlo v Avstraliji. Jackson je delal na tem observatoriju v letih od 1957 do 1963. Od leta 1963 do upokojitve leta 1966 je bil predstojnik Južnega observatorija Columbia, ki ga je Univerza Yale ponovno odprla tega leta.
Je soodkritelj nekaterih kometov. Najbolj znana sta kometa 47P/Ashbrook-Jackson in 58P/Jackson-Neujmin.
Na Observatoriju Union je odkril tudi veliko asteroidov.
Po njem se imenuje asteroid glavnega pasu 2193 Jackson.